# Botowo
Botowo (niem. Bottowen, 1938–1945 Bottau) – wieś w Polsce położona w województwie warmińsko-mazurskim, w powiecie olsztyńskim, w gminie Biskupiec. W latach 1975–1998 miejscowość należała administracyjnie do województwa olsztyńskiego.
W Botowie znajduje się obelisk poświęcony poległym w czasie I wojny światowej mieszkańcom wsi.
W miejscowości naturalne miejsce widokowe ze wzgórza (ok. 200 m n.p.m.) na najbliższą okolicę.